# ペヨトル工房
ペヨトル工房（ペヨトルこうぼう、Atelier Peyotl）は、かつて幻想文学及び芸術系書籍の出版や、『夜想』（やそう）をはじめとするサブカルチャー雑誌を刊行していた日本の出版社。主宰者は今野裕一。

## 歴史

### 解散まで
ペヨトル工房は今野裕一によって1978年7月に創立された。「ペヨトル」という社名は、幻覚剤として用いられるペヨーテというサボテンのフランス語名 Peyotl に由来する（より直接的には、アントナン・アルトーの『タラユマラ』から採られた）。
幻想文学や映画、演劇、音楽等の芸術全般に関する書籍を出版するとともに、『夜想』、『銀星倶楽部』、『EOS』、『WAVE』（西武百貨店と共同製作）、『Ur』といった先鋭的な雑誌を発行。他の出版社が扱わないマイナーな海外文学や芸術に関する書籍・雑誌を世に送り出し、1980年代のサブカルチャーに大きな影響を与えた。
1998年7月に出版を休止し、2000年4月30日をもって解散した。解散によって在庫の書籍は裁断処分されるところであったが、ファンによる運動の結果、在庫の大半はペヨトル工房と関係の深い書店に引き取られた。
ペヨトル工房の誕生から解散に至る歴史は、2001年に今野裕一によって『ペヨトル興亡史―ボクが出版をやめたわけ』としてまとめられている。

### Studio Parabolica
ペヨトル工房の解散後、ミルキィ・イソベらのペヨトル工房の関係者によって、雑誌『夜想』、『2-:+』(2minus) が、 Studio Parabolica（ステュディオ・パラボリカ）から発行されている。

## 出版物一覧
冊数が多いため、伸縮型のメニューとして掲載する。